# Pidof
A pidof egy Linux alkalmazás, mely visszaadja egy futó vagy nem futó folyamat azonosítóját (PID-process identifier). Más operációs rendszerben a pgrep és ps aparancsokat használják ugyanezzel a funkcióval.
A pidof más rendszerekben úgy van implementálva, mint a killall5. A pidof gyakran szimbolikus linkje a killall5 parancsnak.
Példák:
```
$ 
pidof ntpd
 
3580 3579
```

```
$ 
pidof emacs

22256
```